# Sport Clube Shallon
Sport Clube Shallon (SCS) é um clube brasileiro de futebol da cidade de Porto Velho, capital do estado de Rondônia. Embora tenha sido fundado em 1991, o clube profissionalizou-se somente em 2000, quando adotou um padrão de identidade visual nas cores vermelho, branco e preto.

## Histórico
O clube foi fundado em 5 de janeiro de 1991, mas se profissionalizou apenas em 24 de abril de 2000.

### Escudo
O escudo do Shallon manteve-se no mesmo formato desde que foi fundado, em 1991 até o ano 2016, restringindo as mudanças na troca de cores, de verde e amarelo para vermelho e preto, mantendo o branco, a pomba da paz (mascote do time), a palavra paz (em letras maiúsculas), o nome do clube, o nome da cidade e a data de fundação. 
No entanto, no ano de 2016, após uma mudança completa da diretoria e a intenção de reativar as atividades, foi decidido em reunião plenária por uma renovação na identidade visual do time de modo que refletisse aos novos anseios, tais quais o fomento a investimento nas categorias de base junto a jovens talentos da região para conquista de títulos, direcionados pelo Projeto Renovando Vidas e Fazendo Craques (PRVFC). Dessa forma, adotou-se o gavião-real, ave nativa da região amazônica e maior águia das américas, como novo mascote do time, simbolizando renovação, determinação e garra.

## Projeto Renovando Vidas e Fazendo Craques (PRVFC)
O Sport Clube Shallon (SCS), tem como motivação de realização, ações voltadas para a área esportiva, com a consequente formação profissional; educação ambiental; educação voltada para uma cultura de paz e não-violência (UNESCO - Manifesto 2000).
Reconhecendo a parcela de responsabilidade de cada indivíduo com o futuro da humanidade, especialmente com as crianças de hoje que serão os cidadãos do amanhã e educarão as gerações futuras. E com o objetivo de contribuir para a redução dos problemas sociais em áreas de grande vulnerabilidade no município de Porto Velho, nasceu o PRVFC, no ano de 2014, voltado para formação de base do clube, instruindo seus participantes (alunos do fundamental e médio) acerca de direitos e deveres fundamentais para a formação moral enquanto cidadãos.
Entendendo que nem todos os jovens inseridos nesse contexto seguirão carreira no esporte, o clube tem como objetivo secundário direcioná-los para formação em cursos profissionalizantes, contribuindo de maneira significativa para a posterior inclusão no mercado de trabalho.

## Uniforme
- Uniforme 1: Camisa com listras pretas e vermelhas, calção preto e meias pretas.
- Uniforme 2: Camisa branca com detalhes vermelhos, calção preto e meias brancas.

## Títulos
- Campeonato Rondoniense de Futebol - Segunda Divisão: 1 vice-campeonato (2008)